# تاكوتو هاراغوتشي
تاكوتو هاراغوتشي (باليابانية: 原口 拓人) (3 مايو 1992 في كاوانيشي في اليابان – )؛ هو لاعب كرة قدم ياباني سابق كان يلعب كمهاجم.

## وصلات خارجية
- تاكوتو هاراغوتشي على موقع رابطة كرة القدم اليابانية للمحترفين (اليابانية)
- تاكوتو هاراغوتشي على موقع قاعدة بيانات كرة القدم.إي يو (الإنجليزية)
- تاكوتو هاراغوتشي على موقع Soccerway.com (الإنجليزية)